# AI:パト!
『AI:パト!』（アイパト）は、やぎさわ景一による日本のギャグ漫画作品。
秋田書店の月刊漫画雑誌『チャンピオンRED』にて、2009年9月号から2010年7月号まで連載されていた。

## あらすじ
交通課の警察官・工藤力は、新車両の運転手として新部署に配属される。その新型パトカーとは、人工知能搭載の痛車だった。

## 登場人物
工藤 力（くどう りき）
主人公。彩珠（さいたま）県警の鴎ノ巣（おうのす）署交通課所属の警察官。階級は巡査。パティ2000のパートナーとして交通課から派生した新交通課に配属になった。学生時代は柔道が得意だったが目立った成績は残せず、警察官になってからは現場での仕事ではやる気があるがデスクワークが嫌いで勤務態度が怠慢なため、上司からの評価は悪い。
パティ2000（PATI2000）
人工知能（AI）搭載のパトカー。「PATI2000」は規格名。工藤により「パト子」と命名される。外見はボンネットやドアに女の子の絵が描かれた、ただの痛車だが、女の子はAIによりパトカーの外装に投影された像で、自らの意思で動いたり会話したり出来る。痛車と呼ばれるのを嫌がる。
内藤 卯月（ないとう うつき）
パティ2000の専属メカニックの女性。メーカーからの出向だが、課長権限を貰っているため工藤の上司にあたる。
山田 麻耶（やまだ まや）
工藤の同僚で、交通課の婦人警官。単行本巻末の描き下ろし漫画で、新交通課に異動してくる。
キャティ2000
10年以上前に開発された、パティ2000の試作車。外装に投影された像は、猫耳と尻尾を付けた少女の姿になっている。ある程度の倫理観は持っているが、パト子と違って情緒面は弱く、対話する相手の様子を読み取ることも出来ない。
最終回で、事故により修理中のパト子の代わりに新交通課に配備。その際には、AIは改良され、外装に投影された少女には警察官の制服（ただし、正式な制服ではない）が着せられていた。
鈴木 沙織（すずき さおり）
カワダ発動機というメーカーのマシンデザイナーで、新型車両のテストドライバーも務める。パティ2000に対抗意識を持つ。

## 用語
Patrol car with Artificial intelligence & Technical Illustration（人工知能と技術的なイラストを搭載したパトカー）
パティ2000の正式名称。人工知能を搭載することであらゆる状況に対処できるパトカー。車の全面を特殊なパネルで覆う事で、外装や窓に女の子の像を投影して人間とコミュニケーションをとることができる。警察のデータベースや衛星情報にアクセスして様々な情報を得ることも可能。
自動運転するので人間の運転手は不要だが、違反者の逮捕等の直接対応のために人間のパートナーは必要である。車体をヒューマノイド形態に変形させることができ、自身が犯人逮捕をする事も可能だが、人間の姿でいられるのは1分間だけ。赤外線探知機能も搭載している。
変形を維持するためには膨大な電力が必要だが、長時間変形用の電力ユニットを外装することで、1分以上の人型変形が可能。ただし、本体からの電力量のモニタが出来ず残り変形時間の判断が難しいためユニットの導入計画は見送られた。
緊急用の消火液も装備している。消火液発射装置の操作パッドはゲーム機のコントローラーに酷似している。ただし、消火液は車体の冷却用と兼用であり、量も少ない。
開発されたばかりで、現在は試験運用中。パト子のAIで遠隔操作できる人形も開発され、作中で実地試験も行われている。
人型変形機能はコストがかかるため、パト子だけの規格となり、代わりにキャティのボディにパティのAIという規格で量産される事に決まる。
新交通課
パティ2000の試験運用のために新設された彩珠県警鴎ノ巣署の部署。所属しているのは工藤と内藤の2名。部屋はただのガレージに机やパソコンなど最低限の備品をそろえたもの。
電仁工業（でんじんこうぎょう）
PATI2000の開発メーカーで、内藤の出向元。
Concept model with Automated roving & Technical Illustration（自動で徘徊出来る機能と技術的なイラストを搭載した試作車両）
キャティ2000の正式名称。使用しているAIは、開発当時の最先端技術の物であったが、現在では旧式である。ハード面ではパティ2000との差はほとんどなく、AI制御で障害物や道路状況を判断しながらの走行が可能で、信号を操作することも出来る。パティ2000と違い、光学迷彩で姿を隠し超静音モーターで音を消す「ステルスモード」を搭載しているが、人型への変形は不可能。

## 書誌情報
- やぎさわ景一『AI:パト!』秋田書店〈チャンピオンREDコミックス〉全1巻
  1. 2010年7月20日発売 ISBN 978-4-253-23157-2